# 佐佐木翔 (足球運動員)
佐佐木翔（1989年10月2日—），日本足球運動員，現效力日職球隊廣島三箭，日本國家足球隊成員。

## 俱樂部生涯
佐佐木翔从幼稚园时开始接触足球，1998年小学三年级时进入横滨水手的青训系统。2005年时进入神奈川县立城山高等学校，2008年进入神奈川大学。时任大学足球部主教练的是曾经在甲府风林效力过的后卫木村哲昌，在木村教练的见识下，佐佐木开始踢边后卫。
大学1年级时便是球队主力左后卫，第一年出场18次，并且在同年入选了日本U19国家队。2年级时出场22次并打入2球。3年级时佐佐木在球场上的位置开始发生改变出场20次打入3球。4年级时出场20次打入7球。
神奈川大学2008年时作为升级球队进入关东大学足球联盟1部。在佐佐木毕业的第一年，神奈川便排名最低降回了2部联赛。而当时佐佐木作为”4年中出场最多的选手”还受到了关东大学足球联盟的表彰。
2012年赛季，佐佐木加盟日乙球队甲府风林 。联赛第1轮主场对枥木SC的比赛中在第85分钟时替补出场完成了职业生涯首秀。随后第2轮客场挑战东京绿茵的比赛中，佐佐木首发出场并在下半场第60分钟时抓住对方门将的失误打入职业生涯首粒进球。最终当赛季出场35次(首发34次)攻入2球助攻3次，作为新人便成为了首发左后卫，并帮助球队以冠军身份重返日职联赛。
2013年赛季，佐佐木由于球队后腰位置缺人而被主教练安排至中场。赛季前13场在后腰位置上的佐佐木贡献了1球2助攻，在联赛第10轮客场挑战新潟天鹅的比赛中，佐佐木打入了个人在日职的首粒入球。第14-15轮中，佐佐木回到熟悉的边后卫位置。有贡献了1粒入球。但从第18轮起，球队阵型开始从4-4-2转变为3-4-2-1，佐佐木开始作为主力中卫打满了剩余赛季的每一分钟。最终在自己首个日职赛季，佐佐木出场33次贡献了3粒进球和3次助攻。出场时间的队内最高，进球数队内并列第4，助攻并列第2。可谓是攻防兼备，为球队最终保级有贡献。而当赛季甲府虽然只排名倒数第4，但失球数仅为41个，排名联赛第5。
2014年赛季，前2年出色的发挥使得才进入职业第3年的佐佐木已经升任为球队副队长。作为球队的主力中卫，在联赛第8-9轮时连续破门得分，帮助球队先后战胜了名古屋鲸鱼和大宫松鼠。佐佐木在当赛季所有比赛中仅仅只有1次是替补出场，打满了其余42场中的每一分钟。因为拥有出色的防空能力，佐佐木在联赛中的空中争顶成功率一直位列前3。最终佐佐木交出了联赛34场进3球的成绩，帮助进球数排名倒数第二的甲府再次成功保级，球队失球数仅为31个并列联赛第二。
2015年赛季，佐佐木从甲府风林转会至森保一执教的广岛三箭，据媒体推测转会费为4500万円。广岛当时拥有非常稳定的后防3人组，千叶和彦、水本裕贵和盐谷司。失去了主力位置的佐佐木需要从替补开始做起。联赛第1阶段，佐佐木只替补出场9次共74分钟，基本都是在比赛尾声需要加强防守时被换上场。但联赛第2阶段开始后，随着水本的受伤，佐佐木在7月17日对松本山雅的比赛中首次先发出场，之后的4轮中也打满了每1分钟。但随着水本的伤愈，佐佐木在之后的比赛中再次担任替补，直到最后一轮与湘南比马的比赛才再度以首发身份登场。当赛季佐佐木联赛出场22次(首发6次)贡献了2次助攻，出场时间比起上个赛季缩水近45%。不过在联赛冠军赛与大阪飞脚的两回合较量中，佐佐木打满了180分钟，并在首回合的客场比赛中，90+1分钟时，打入关键进球扳平了场上比分，最终柏好文完成比赛的最终绝杀，最终佐佐木随广岛三箭获得了生涯中首个日职冠军。在年底的世俱杯中，以东道主身份参加的广岛三箭最终获得了第3名，佐佐木4场比赛中首发2次，在和广州恒大的季军争夺战中替补登场3分钟。
2016年赛季，佐佐木终于迎来了稳定的首发机会，在超级杯和联赛前3场中都打满每一分钟。而球队亚冠遭遇2连败后，森保一拿下了水本裕贵，启用佐佐木来迎战与武里南联的比赛。结果自然是球队主场3-0完胜对手，迎来首胜。但第4轮与大宫松鼠的比赛进行到伤停补时，佐佐木却遭遇了右膝前十字韧带断裂的重伤，就此宣告自己赛季报销。不得不进入8个月的伤病期。同时由于佐佐木的长期缺阵导致广岛的后防受到了影响，球队在联赛第二阶段时出现了成绩滑坡，最终只排名第6，同时亚冠也在小组赛中因一个净胜球的差距被鲁能淘汰。
2017年赛季，从十字韧带伤势中已经基本恢复的佐佐木回到了球队训练中，但此时命运再次和他开了个玩笑。1月22日，佐佐木在球队训练中再次受伤倒地，十字韧带再次受伤。同年2月，他不得不再次进行手术并缺席了整个赛季。与此同时球队也发生了变化，千叶和彦和水本裕贵的后卫组合在防守上变得不再稳固，盐谷司夏窗远走艾尔艾因，野上结贵还没开始上位，而森保一在夏季时就因战绩不佳走人，球队也开始改打4后卫。经历了这一切变故后，广岛在赛季末仅仅以高出甲府1分的成绩，惊险保级成功。
2018年赛季，经过1年又11个月的康复，佐佐木再次回归球队。前甲府主教练城福浩执教球队并确认了以4后卫为主的战术，而佐佐木则出任首发左后卫。重回球场的佐佐木当赛季表现稳定，除了联赛第11轮对长崎成功丸的比赛中被换下外，其他33轮都打满了每一分钟。34场比赛全部首发，出场时间仅仅低于全勤的主力门将林卓人。而佐佐木在进攻端打入3粒进球并送出1次助攻，而在防守端，每场1.3次抢断+2.1次铲球+3.5次解围的数据。特别是抢断数据，115次抢断94次成功，成功率打81.7%，位列第一。球队后防也终于从连续失球40+降低到了35球。佐佐木成功入选日职联赛优秀选手奖。而这样出色的发挥也得到了国家队的关注，佐佐木在当年8月首次入选日本国家队的大名单。
2019年赛季，佐佐木在球队的3后卫体系中依然稳坐主力，佐佐木翔-野上结贵-荒木隼人的组合再次让广岛的后防变得出色，整个赛季失球数仅为29球排名并列第2。同时佐佐木每场能贡献3次抢断(抢断榜第12位)和0.4次拦截(拦截榜第18名)。每场可以赢得7.1次的对抗，并且成功率达到(67%)。本赛季佐佐木31次出场贡献了1粒入球，表现一如既往的稳定。而亚冠中佐佐木缺席了头两轮球队与广州恒大和墨尔本胜利的比赛。第3-5轮佐佐木回归首发，并率队连续3场零封，取得3连胜为球队时隔5年再次小组出线打下了基础，其中在主场与广州恒大的比赛中打入全场唯一进球并入选当轮最佳阵容。在淘汰赛阶段，球队客场落后的情况下佐佐木挺身而出为球队打入扳平总比分的1球。可惜最终球队依然以客场进球少的劣势遭鹿岛鹿角的淘汰。12月29日，广岛三箭官宣与佐佐木续签了新的合同。
《日刊体育》列出了2018年赛季的抢断数据排名，佐佐木翔以115次抢断94次成功的表现成为2018年赛季日职联赛的抢断王。

## 國家隊生涯
2008年8月12日，还在读大学的佐佐木便已经入选了日本U19国家队参加SBS-CUP的大名单，同期队友中最出名的便是现在已是日本国门的权田修一和日本锋线大将大迫勇也。不过此后很长一段时间内，佐佐木并没有机会入选过日本任何一个级别的国家队。而到了2018年事情终于有了转机。由于森保一曾经执教过广岛三箭，加上复出后的佐佐木状态并没有起伏，凭借稳健的表现他在2018年8月底首次入选了日本队大名单，并在随后的麒麟杯与哥斯达黎加的比赛中首次登场，并随队参加了2019年初的2019年亚洲杯。

## 外部連結
- 佐佐木翔 – FIFA國際賽競賽紀錄 (存檔)
- 佐佐木翔在 National-Football-Teams.com 上的出场纪录
- 日本職業足球聯賽中的佐佐木翔 （日語）
- Soccerway資料庫：佐佐木翔
- Profile at Sanfrecce Hiroshima（页面存档备份，存于）